# Neritos sanguipuncta
Neritos sanguipuncta är en fjärilsart som beskrevs av William Schaus 1901. Neritos sanguipuncta ingår i släktet Neritos och familjen björnspinnare. Inga underarter finns listade i Catalogue of Life.